# Justyna Polanska

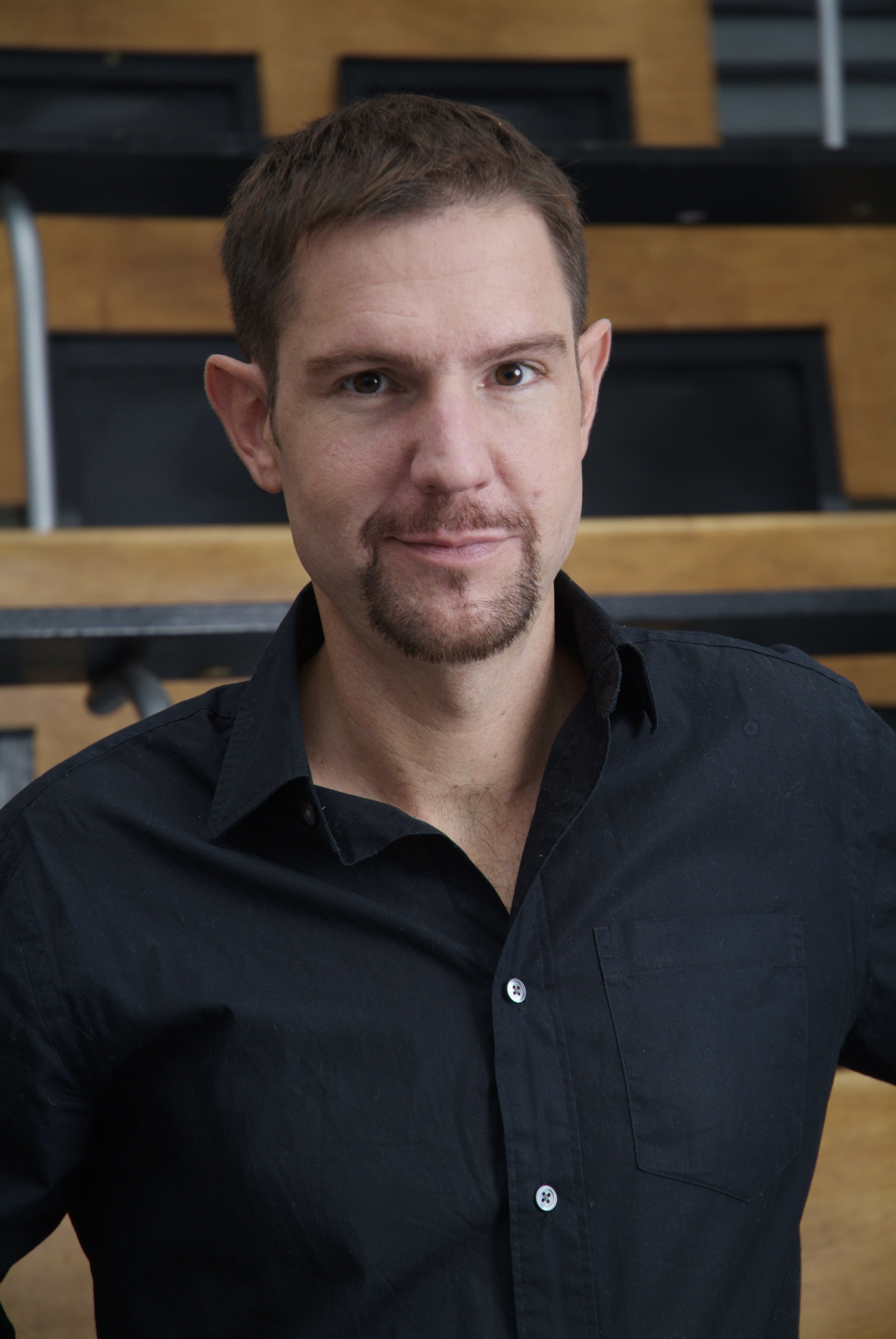
Holger Schlageter

Justyna Polanska ist das Pseudonym des deutschen Sachbuchautors Holger Schlageter. Unter diesem Pseudonym veröffentlichte der Autor den Bestseller Unter deutschen Betten wo er die Erlebnisse von Justyna Polanska beschreibt, die auf den Erzählungen der realen Reinigungskraft aus Polen beruhen. Dabei ist Justyna Polanska eine polnische Putzfrau aus dem Rhein-Main-Gebiet.

## Handlung
„Justyna Polanska ist 32 Jahre alt und stammt aus Polen. Um Geld für eine Ausbildung zur Visagistin zu verdienen, ging sie nach Deutschland und arbeitet seitdem als Putzfrau. Möglicherweise putzt sie auch in Ihrer Wohnung.“ Klappentext:  Droemer Knaur Verlagsgruppe.
Laut dem Ereignisverlauf des Holger Schlageter kam Justyna Polanska im Oktober 1989 mit einem Reisebus aus Breslau nach Offenbach am Main, um sich finanzielle Mittel für eine Weiterbildung zur Visagistin zu beschaffen, und wurde 10 Monate als Au-Pair im Haushalt von „Gargamel“ tätig. Dann arbeitete sie in einem Bistro und einer Putzgesellschaft „für damals 15 DM auf die Hand“, anschließend besorgte sie sich eigene Putzstellen und wurde auch als Babysitterin und „Haushaltsmanagerin“ beschäftigt. Sie lebte zuerst mit Adem aus Albanien, dann mit Marek aus Polen zusammen. Dann  lernte sie Marco mit italienischem Migrationshintergrund kennen und heiratete im weißen Hochzeitskleid „reich verziert, aber nicht kitschig. Korsett mit Glasperlen und Glockenrock“  für 700 Euro im Mai 2009 standesamtlich in Offenbach und einen Monat später feierten sie die Hochzeitsparty im Restaurant Toscana in Polen. Nach einigen Jahren Drecksarbeit „für zehn Euro pro Stunde plus Fahrgeld“ schaffte sie sich einen Opel Tigra an.

## Mediale Präsenz
Die Polin, auf deren Erlebnissen das Buch beruht, trat als Justyna Polanska in mehreren Interviews und in einem Kurzfilm (ZDFmediathek) in Verkleidung auf, da sie anonym bleiben wollte. Durch die mediale Präsenz des Buches in ganz Europa wurden auch hierzulande Themen wie Schwarzarbeit, Minijobs, Mindestlohn, haushaltsnahes Beschäftigungsverhältnis diskutiert.
Das Buch Unter deutschen Betten – Eine polnische Putzfrau packt aus stand im Jahr 2011 auf der Bestsellerliste der Zeitschrift Der Spiegel.
Im Jahr 2012 kam eine Übersetzung des Buches als Printmedium und als Compact Disc im polnischen Buchhandel an – als die Übersetzung erschien, beklagten sich die Putzhilfen, die aus der Westukraine kommend in polnischen Haushalten tätig sind, über die gleiche Lage und ähnliche Zustände. Das Thema wird in Polen auch als Theater-Impression angeboten.
Die Filmrechte erwarb die Schauspielerin und Filmproduzentin Veronica Ferres mit ihrer Filmproduktionsgesellschaft Construction Filmproduktion. Die Dreharbeiten fanden in München statt und wurden im September 2016 abgeschlossen. Am 12. September feierte der Film Unter deutschen Betten unter Anwesenheit aller Mitwirkenden Weltpremiere im Mathäser Filmpalast in München. Offizieller Kinostart war der 5. Oktober 2017.

## Publikationen
- Justyna Polanska: Unter deutschen Betten. Eine polnische Putzfrau packt aus. Droemer Knaur Taschenbücher, München 2011, ISBN 978-3-426-78397-9.
  - E-Book: Justyna Polanska: Unter deutschen Betten. Eine polnische Putzfrau packt aus. Droemer Knaur E-Books, München 2011, ISBN 978-3-426-40654-0.[11]
  - polnische Übersetzung; Aldona Zaniewska: Pod niemieckimi łóżkami. Zapiski polskiej sprzątaczki. Świat książki, Warszawa 2012, ISBN 978-83-7799-070-4.
  - Compact Disc mit der polnischen Übersetzung; Sprecherin: Julia Kamińska: Pod niemieckimi łóżkami. Zapiski polskiej sprzątaczki. Świat książki, Warszawa 2012, ISBN 83-273-0016-4.
- Justyna Polanska: Nicht ganz sauber. Eine polnische Putzfrau räumt auf. Droemer Knaur TB, München 2012, ISBN 978-3-426-78544-7.
  - E-Book: Nicht ganz sauber. Eine polnische Putzfrau räumt auf. Droemer Knaur E-Books, München 2012, ISBN 978-3-426-41433-0.[12]